# Epichloe baconii
Espèce
Epichloe baconii (ou Epichloë baconii) est une espèce de champignons (Fungi) ascomycètes de la famille des Clavicipitaceae.
C'est un parasite de plusieurs plantes herbacées de la famille des Poaceae, en particulier celles du genre Agrostis dont l'espèce Agrostis capillaris.